# Sandy Collins
Pour les articles homonymes, voir Collins.
Sandy Collins (née le 13 octobre 1958) est une joueuse de tennis américaine, professionnelle de la fin des années 1970 à 1994. 
Au cours de sa carrière, elle a remporté 4 tournois WTA, tous en double.

## Palmarès

### Titre en simple dames
Aucun

### Finale en simple dames
| No | Date       | Nom et lieu du tournoi    | Catégorie | Dotation | Surface         | Vainqueure      | Score         |          |
| -- | ---------- | ------------------------- | --------- | -------- | --------------- | --------------- | ------------- | -------- |
| 1  | 14-02-1983 | Ginny of Hershey, Hershey |           | 50 000 $ | Moquette (int.) | Carling Bassett | 2-6, 6-0, 6-4 | Parcours |

### Titres en double dames
| No | Date       | Nom et lieu du tournoi                | Catégorie | Dotation  | Surface         | Partenaire        | Finalistes                       | Score         |          |
| -- | ---------- | ------------------------------------- | --------- | --------- | --------------- | ----------------- | -------------------------------- | ------------- | -------- |
| 1  | 19-09-1983 | Ginny of Kansas City Kansas City      |           | 50 000 $  | Dur (ext.)      | Elizabeth Sayers  | Chris O'Neil Brenda Remilton     | 7-5, 7-6      | Parcours |
| 2  | 13-10-1986 | Japan Open Tokyo                      |           | 50 000 $  | Dur (ext.)      | Sharon Walsh-Pete | Susan Mascarin Betsy Nagelsen    | 6-1, 6-2      | Parcours |
| 3  | 30-09-1991 | Milano Indoor Milan                   | Tier II   | 225 000 $ | Moquette (int.) | Lori McNeil       | Sabine Appelmans Raffaella Reggi | 7-6, 6-3      | Parcours |
| 4  | 04-11-1991 | Virginia Slims of Nashville Nashville | Tier IV   | 150 000 $ | Dur (int.)      | Elna Reinach      | Yayuk Basuki Caroline Vis        | 5-7, 6-4, 7-6 | Parcours |

### Finales en double dames
| No | Date       | Nom et lieu du tournoi                      | Catégorie  | Dotation  | Surface         | Vainqueures                           | Partenaire        | Score         |          |
| -- | ---------- | ------------------------------------------- | ---------- | --------- | --------------- | ------------------------------------- | ----------------- | ------------- | -------- |
| 1  | 19-03-1984 | Virginia Slims of Dallas Dallas             | VS Tour C3 | 150 000 $ | Moquette (int.) | Leslie Allen Anne White               | Elizabeth Sayers  | 6-4, 5-7, 6-2 | Parcours |
| 2  | 30-04-1984 | Triumph International Johannesburg          | VS Tour C3 | 150 000 $ | Dur (int.)      | Rosalyn Fairbank Beverly Mould        | Andrea Leand      | 6-1, 6-2      | Parcours |
| 3  | 07-10-1985 | Virginia Slims of Indianapolis Indianapolis |            | 75 000 $  | Moquette (int.) | Bonnie Gadusek Mary Lou Piatek        | Penny Barg        | 6-1, 6-0      | Parcours |
| 4  | 03-03-1986 | Virginia Slims of Pennsylvania Hershey      |            | 75 000 $  | Moquette (int.) | Candy Reynolds Anne Smith             | Kim Sands         | 7-6, 6-1      | Parcours |
| 5  | 20-10-1986 | Singapore Open Singapour                    |            | 50 000 $  | Dur (int.)      | Anna Maria Fernández Julie Richardson | Sharon Walsh-Pete | 6-3, 6-2      | Parcours |
| 6  | 13-04-1987 | Suntory Japan Open Tokyo                    |            | 75 000 $  | Dur (ext.)      | Kathy Jordan Betsy Nagelsen           | Sharon Walsh-Pete | 6-3, 7-5      | Parcours |
| 7  | 20-04-1987 | Taipei International Championships Taïwan   |            | 50 000 $  | Moquette (int.) | Cammy MacGregor Cynthia MacGregor     | Sharon Walsh-Pete | 7-6, 5-7, 6-4 | Parcours |
| 8  | 20-02-1989 | Virginia Slims of Kansas Wichita            | Tier V     | 100 000 $ | Dur (int.)      | Manon Bollegraf Lise Gregory          | Leila Meskhi      | 6-2, 7-6      | Parcours |
| 9  | 15-10-1990 | Arizona Classic Scottsdale                  | Tier IV    | 150 000 $ | Dur (ext.)      | Elise Burgin Helen Kelesi             | Ronni Reis        | 6-4, 6-2      | Parcours |
| 10 | 10-06-1991 | Dow Classic Birmingham                      | Tier IV    | 150 000 $ | Gazon (ext.)    | Nicole Provis Elizabeth Smylie        | Elna Reinach      | 6-3, 6-4      | Parcours |
| 11 | 28-10-1991 | Arizona Classic Scottsdale                  | Tier IV    | 150 000 $ | Dur (ext.)      | Peanut Louie Cammy MacGregor          | Elna Reinach      | 7-5, 3-6, 6-3 | Parcours |
| 12 | 03-02-1992 | Mizuno World Ladies Osaka                   | Tier III   | 150 000 $ | Moquette (int.) | Rennae Stubbs Helena Suková           | Rachel McQuillan  | 3-6, 6-4, 7-5 | Parcours |
| 13 | 08-06-1992 | Dow Classic Birmingham                      | Tier IV    | 150 000 $ | Gazon (ext.)    | Lori McNeil Rennae Stubbs             | Elna Reinach      | 5-7, 6-3, 8-6 | Parcours |
| 14 | 09-11-1992 | Indianapolis Tennis Classic Indianapolis    | Tier IV    | 150 000 $ | Dur (int.)      | Katrina Adams Elna Reinach            | Mary Lou Piatek   | 5-7, 6-2, 6-4 | Parcours |

## Parcours en Grand Chelem

### En simple dames
| Année | Open d'Australie (janvier) | Open d'Australie (janvier) | Internationaux de France | Internationaux de France | Wimbledon       | Wimbledon       | US Open         | US Open             | Open d'Australie (décembre) | Open d'Australie (décembre) |
| ----- | -------------------------- | -------------------------- | ------------------------ | ------------------------ | --------------- | --------------- | --------------- | ------------------- | --------------------------- | --------------------------- |
| 1978  | n/a                        | n/a                        | -                        | -                        | 1er tour (1/64) | Jeanne Duvall   | 3e tour (1/16)  | Wendy Turnbull      | -                           | -                           |
| 1979  | n/a                        | n/a                        | -                        | -                        | 2e tour (1/32)  | Virginia Ruzici | 1er tour (1/64) | Leslie Allen        | -                           | -                           |
| 1980  | n/a                        | n/a                        | -                        | -                        | 1er tour (1/64) | Diane Desfor    | 1er tour (1/64) | Hana Mandlíková     | -                           | -                           |
| 1981  | n/a                        | n/a                        | 3e tour (1/16)           | Anne Smith               | 3e tour (1/16)  | Barbara Potter  | 1er tour (1/64) | Leigh-Anne Thompson | -                           | -                           |
| 1982  | n/a                        | n/a                        | 3e tour (1/16)           | Andrea Jaeger            | 1er tour (1/64) | Kim Jones       | 2e tour (1/32)  | Wendy Turnbull      | -                           | -                           |
| 1983  | n/a                        | n/a                        | 2e tour (1/32)           | Gretchen Rush            | 2e tour (1/32)  | Susan Leo       | 1er tour (1/64) | Iva Budařová        | -                           | -                           |
| 1984  | n/a                        | n/a                        | 1er tour (1/64)          | Vicki Nelson             | 1er tour (1/64) | Jenny Klitch    | 2e tour (1/32)  | Barbara Potter      | 1er tour (1/32)             | Steffi Graf                 |
| 1985  | n/a                        | n/a                        | 1er tour (1/64)          | Manuela Maleeva          | 1er tour (1/64) | Robin White     | 1er tour (1/64) | Leigh-Anne Thompson | -                           | -                           |
| 1987  | 1er tour (1/64)            | Andrea Holíková            | -                        | -                        | -               | -               | -               | -                   | n/a                         | n/a                         |
| 1988  | 2e tour (1/32)             | Akiko Kijimuta             | -                        | -                        | 1er tour (1/64) | Leila Meskhi    | -               | -                   | n/a                         | n/a                         |
| 1989  | 1er tour (1/64)            | Claudia Porwik             | -                        | -                        | 1er tour (1/64) | Susan Sloane    | 1er tour (1/64) | Elna Reinach        | n/a                         | n/a                         |
| 1990  | -                          | -                          | -                        | -                        | -               | -               | 1er tour (1/64) | Isabelle Demongeot  | n/a                         | n/a                         |
| 1991  | 1er tour (1/64)            | Clare Wood                 | -                        | -                        | -               | -               | -               | -                   | n/a                         | n/a                         |

À droite du résultat, l’ultime adversaire.

### En double dames
| Année | Open d'Australie (janvier)    | Open d'Australie (janvier) | Internationaux de France     | Internationaux de France   | Wimbledon                     | Wimbledon                  | US Open                       | US Open                     | Open d'Australie (décembre)  | Open d'Australie (décembre) |
| ----- | ----------------------------- | -------------------------- | ---------------------------- | -------------------------- | ----------------------------- | -------------------------- | ----------------------------- | --------------------------- | ---------------------------- | --------------------------- |
| 1978  | n/a                           | n/a                        | -                            | -                          | -                             | -                          | 2e tour (1/16) Jeanne Duvall  | M. Blackwood Jackie Fayter  | -                            | -                           |
| 1979  | n/a                           | n/a                        | -                            | -                          | -                             | -                          | 2e tour (1/16) Jeanne Duvall  | B. Cuypers Y. Vermaak       | -                            | -                           |
| 1980  | n/a                           | n/a                        | -                            | -                          | -                             | -                          | 1er tour (1/32) Jeanne Duvall | Tanya Harford Sharon Walsh  | -                            | -                           |
| 1981  | n/a                           | n/a                        | 2e tour (1/16) Strachonova   | R. Fairbank Tanya Harford  | 1er tour (1/32) Strachonova   | R. Fairbank Tanya Harford  | 2e tour (1/16) K. Horvath     | J. Russell V. Ruzici        | -                            | -                           |
| 1982  | n/a                           | n/a                        | 1er tour (1/32) B. Lemberg   | Laura Arraya Strachonova   | 3e tour (1/8) B. Lemberg      | Kathy Jordan Anne Smith    | 2e tour (1/16) P. Teeguarden  | H. Mandlíková Helena Suková | -                            | -                           |
| 1983  | n/a                           | n/a                        | 1er tour (1/32) Betty Stöve  | Duk-Hee Lee Lucia Romanov  | 3e tour (1/8) Helena Suková   | Andrea Leand M. L. Piatek  | 3e tour (1/8) Zina Garrison   | Anne Hobbs Andrea Jaeger    | -                            | -                           |
| 1984  | n/a                           | n/a                        | 3e tour (1/8) A. Moulton     | Navrátilová Pam Shriver    | 3e tour (1/8) Pat Medrado     | Rene Blount J. Newberry    | 1er tour (1/32) Helena Suková | C. Bassett A. Temesvári     | 1er tour (1/16) Elise Burgin | B. Nagelsen Anne White      |
| 1985  | n/a                           | n/a                        | 3e tour (1/8) Andrea Leand   | Navrátilová Pam Shriver    | 1er tour (1/32) Sabrina Goleš | Beverly Mould Paula Smith  | 2e tour (1/16) M. L. Piatek   | H. Mandlíková W. Turnbull   | -                            | -                           |
| 1986  | n/a                           | n/a                        | -                            | -                          | 3e tour (1/8) Y. Vermaak      | E. Smylie C. Tanvier       | 2e tour (1/16) Virginia Wade  | Eva Pfaff A. Temesvári      | n/a                          | n/a                         |
| 1987  | 1/4 de finale Sharon Walsh    | Kohde-Kilsch Helena Suková | -                            | -                          | 2e tour (1/16) Sharon Walsh   | Steffi Graf G. Sabatini    | 1er tour (1/32) C. Tanvier    | B. Gerken Elly Hakami       | n/a                          | n/a                         |
| 1988  | 1/4 de finale M. Bollegraf    | Steffi Graf E. Smylie      | -                            | -                          | 2e tour (1/16) Hu Na          | M. Bollegraf Nicole Provis | 1er tour (1/32) L. Antonoplis | Neige Dias J. Wiesner       | n/a                          | n/a                         |
| 1989  | 1er tour (1/32) Beverly Bowes | Jo-Anne Faull R. McQuillan | 1er tour (1/32) Leila Meskhi | Anne Minter J. Richardson  | 1er tour (1/32) Elly Hakami   | M. Bollegraf Eva Pfaff     | 1er tour (1/32) Van Rensburg  | N. Medvedeva Leila Meskhi   | n/a                          | n/a                         |
| 1990  | 2e tour (1/16) Jill Smoller   | L. Neiland N. Zvereva      | 1er tour (1/32) Jill Smoller | Kohde-Kilsch B. Schultz    | 1er tour (1/32) Jill Smoller  | M. L. Piatek Wendy White   | 1er tour (1/32) Jill Smoller  | B. Cordwell Henricksson     | n/a                          | n/a                         |
| 1991  | 2e tour (1/16) T. Whitlinger  | Henricksson C. MacGregor   | 1/4 de finale Mary Pierce    | A. Sánchez Helena Suková   | 1er tour (1/32) K. Radford    | R. Fairbank B. Schultz     | 1/4 de finale R. McQuillan    | Jana Novotná L. Neiland     | n/a                          | n/a                         |
| 1992  | -                             | -                          | 3e tour (1/8) Elna Reinach   | Mary Pierce P. Tarabini    | 3e tour (1/8) Elna Reinach    | MJ Fernández Zina Garrison | 3e tour (1/8) S. Rehe         | R. McQuillan C. Porwik      | n/a                          | n/a                         |
| 1993  | 1er tour (1/32) Mary Pierce   | Yayuk Basuki Nana Miyagi   | 1er tour (1/32) J. Wiesner   | Debbie Graham B. Schultz   | 2e tour (1/16) Robin White    | M. Jaggard K. Radford      | 1/4 de finale M. de Swardt    | Yayuk Basuki Nana Miyagi    | n/a                          | n/a                         |
| 1994  | -                             | -                          | 2e tour (1/16) M. de Swardt  | MJ Fernández Zina Garrison | 1er tour (1/32) M. de Swardt  | Debbie Graham B. Schultz   | 2e tour (1/16) B. Nagelsen    | L. Neiland G. Sabatini      | n/a                          | n/a                         |

Sous le résultat, la partenaire ; à droite, l’ultime équipe adverse.

### En double mixte
| Année | Open d'Australie (janvier),  | Open d'Australie (janvier), | Internationaux de France     | Internationaux de France    | Wimbledon                    | Wimbledon                   | US Open                       | US Open                  | Open d'Australie (décembre), | Open d'Australie (décembre), |
| ----- | ---------------------------- | --------------------------- | ---------------------------- | --------------------------- | ---------------------------- | --------------------------- | ----------------------------- | ------------------------ | ---------------------------- | ---------------------------- |
| 1982  | n/a                          | n/a                         | 1/4 de finale Haroon Ismail  | P. Teeguarden Bruce Manson  | -                            | -                           | 1/4 de finale Terry Moor      | Anne Smith Kevin Curren  | n/a                          | n/a                          |
| 1983  | n/a                          | n/a                         | 3e tour (1/8) M. Strode      | C. Bassett Jimmy Arias      | -                            | -                           | -                             | -                        | n/a                          | n/a                          |
| 1985  | n/a                          | n/a                         | 1er tour (1/32) Marty Davis  | A. Villagrán Cássio Motta   | -                            | -                           | -                             | -                        | n/a                          | n/a                          |
| 1986  | n/a                          | n/a                         | -                            | -                           | -                            | -                           | 1er tour (1/16) Tom Gullikson | Kathy Jordan Ken Flach   | n/a                          | n/a                          |
| 1987  | 1er tour (1/16) K. Evernden  | R. Fairbank M. Edmondson    | -                            | -                           | 1er tour (1/32) Brad Drewett | Annabel Croft Owen Davidson | 1er tour (1/16) Mike Leach    | E. Smylie J. Fitzgerald  | n/a                          | n/a                          |
| 1988  | -                            | -                           | -                            | -                           | 2e tour (1/16) Shane Barr    | E. Smylie J. Fitzgerald     | -                             | -                        | n/a                          | n/a                          |
| 1989  | -                            | -                           | 1er tour (1/32) J. Fleurian  | S. Stafford Roger Smith     | 1er tour (1/32) J. Fleurian  | Jo-Anne Faull Stoltenberg   | -                             | -                        | n/a                          | n/a                          |
| 1990  | -                            | -                           | 1er tour (1/32) Cássio Motta | C. Bassett Ken Flach        | 2e tour (1/16) Van Emburgh   | Jana Novotná Jim Pugh       | 1er tour (1/16) Todd Witsken  | Elna Reinach P. Aldrich  | n/a                          | n/a                          |
| 1991  | 2e tour (1/8) Todd Witsken   | Robin White Scott Davis     | 2e tour (1/16) Joey Rive     | Tracey Morton D. Macpherson | 2e tour (1/16) Joey Rive     | Nana Miyagi Steve DeVries   | -                             | -                        | n/a                          | n/a                          |
| 1992  | -                            | -                           | 2e tour (1/16) Piet Norval   | Clare Wood C. Beckman       | 1er tour (1/32) A. Olhovskiy | Nicole Provis M. Woodforde  | 2e tour (1/8) Shelby Cannon   | Zina Garrison Rick Leach | n/a                          | n/a                          |
| 1993  | 1er tour (1/16) M. Kratzmann | R. McQuillan D. Macpherson  | 2e tour (1/16) S. Melville   | Jo-Anne Faull H. J. Davids  | 2e tour (1/16) Libor Pimek   | Hetherington G. Michibata   | -                             | -                        | n/a                          | n/a                          |
| 1994  | -                            | -                           | 1er tour (1/32) Mike Bauer   | Caroline Vis Piet Norval    | 1er tour (1/32) Mike Bauer   | A. Sánchez Chris Bailey     | -                             | -                        | n/a                          | n/a                          |

Sous le résultat, le partenaire ; à droite, l’ultime équipe adverse.

## Classements WTA en fin de saison

### En simple
| Année | 1983 | 1986 | 1987 | 1988 | 1989 | 1990 | 1991 | 1992 | 1993 | 1994 |
| Rang  | 62   | 202  | 174  | 172  | 192  | 213  | 206  | 284  | 297  | 394  |

Source : (en) « Classements de Sandy Collins », sur le site officiel du WTA Tour